# Enaliosuchus
Enaliosuchus is een dubieus geslacht van uitgestorven mariene krokodilachtigen binnen de familie Metriorhynchidae dat leefde tijdens het Valanginien van het Vroeg-Krijt. 

## Naamgeving
Enaliosuchus is bekend van fossiele resten die zijn gevonden in Frankrijk en Duitsland en het werd door Ernst Koken benoemd in 1883. De naam Enaliosuchus betekent 'zeekrokodil', en is afgeleid van het Griekse enalios- ('van de zee') en -souchos ('krokodilgod'). Er zijn twee soorten benoemd. De typesoort is Enaliosuchus macrospondylus, beschreven in 1883. De soortaanduiding betekent 'met de lange wervels'. Het holotype is HMN R3636.1–6, een reeks wervels van de nek en de rug.

## Beschrijving
Enaliosuchus was een carnivoor die veel van, zo niet zijn hele leven op zee doorbracht. Er zijn geen Enaliosuchus-eieren of -nesten ontdekt, dus er is weinig bekend over de levenscyclus van het reptiel, in tegenstelling tot andere grote mariene reptielen van het Mesozoïcum, zoals plesiosauriërs of ichthyosauriërs, waarvan bekend is dat ze levendbarend waren. Waar Enaliosuchus gepaard heeft, op het land of op zee, is momenteel niet bekend.

## Fylogenie
Enaliosuchus is een lid van de Metriorhynchidae.
Recente fylogenetische analyse ondersteunt de monofylie van Enaliosuchus. Later bleek echter dat Enaliosuchus een sterk afgeleid lid is van het geslacht Geosaurus of Cricosaurus, maar Sachs et alii (2020) ondersteunen de opvatting dat Enaliosuchus een apart geslacht is en Sachs et alii vonden ook Enaliosuchus schroederi als zustersoort van Enaliosuchus macrospondylus.